# Manassas (Virginia)
Manassas (oficialmente como City of Manassas), fundada en 1757, es una de las 39 ciudades independientes del estado estadounidense de Virginia. En el año 2020, la ciudad tenía una población de 42,772 habitantes y una densidad poblacional de 1,700 personas por km². Para propósitos censales la Oficina de Análisis Económico combina a la Ciudad de Manassas con el condado de Prince William y la Ciudad de Manassas Park. Manassas también forma parte de área metropolitana de Washington D. C.

## Geografía

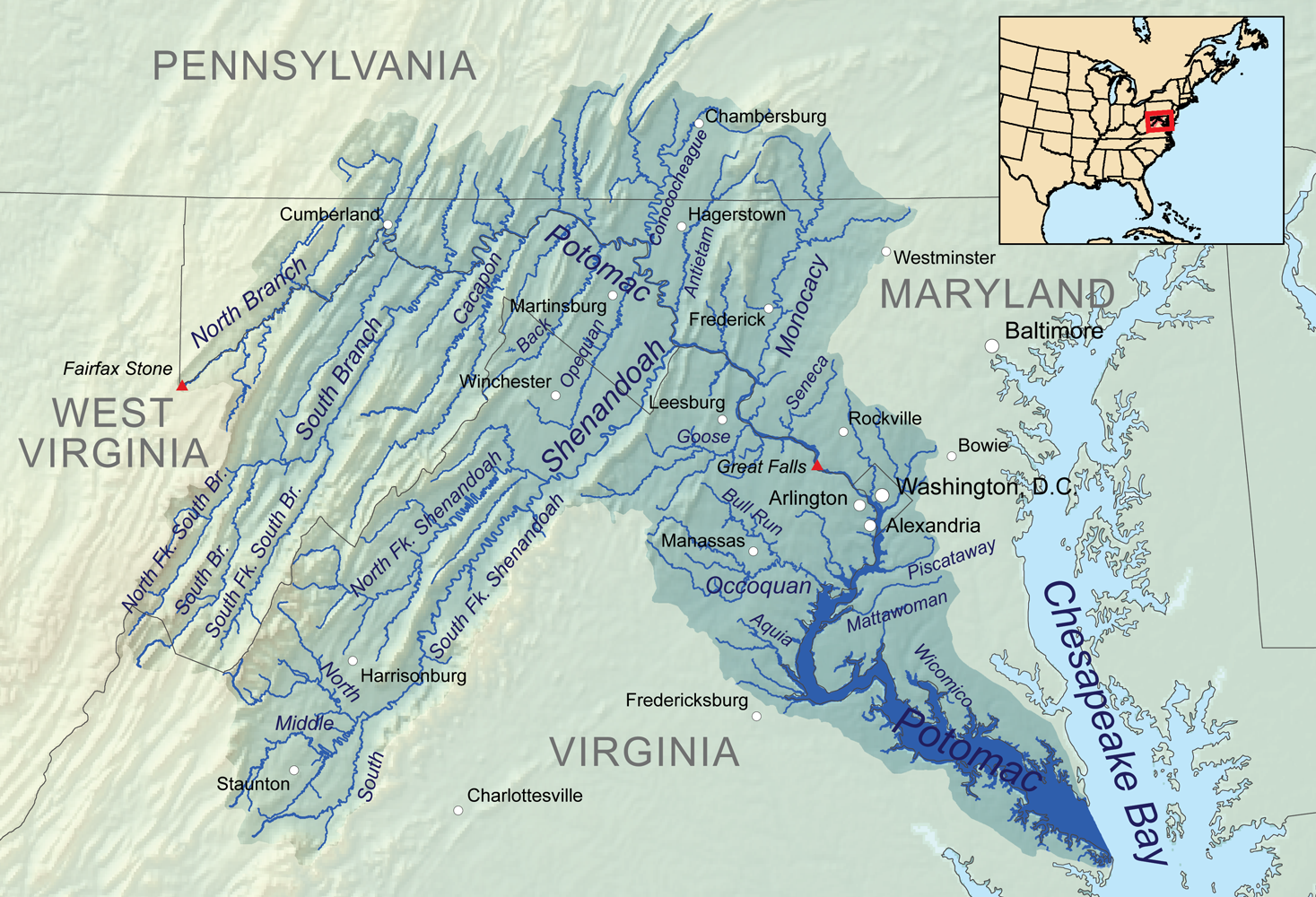
Mapa del río Potomac en el que —a la izquierda de su curso bajo— está señalada Manassas

Manassas se encuentra ubicada en las coordenadas 38°45′5″N 77°28′35″O / 38.75139, -77.47639. Según la Oficina del Censo, la ciudad tiene un área total de 25,8 km² (10,0 mi²), de la cual 25,7 km² (9,9 mi²) es tierra y 0,1 km² (0 mi²) (0.20%) es agua.

## Demografía
Según el Censo de 2000, había 35,135 personas, 11,757 hogares y 8,441 familias residiendo en la localidad. La densidad de población era de 1,366.1 hab./km². Había 12,114 viviendas con una densidad media de 471.0 viviendas/km². El 72.05% de los habitantes eran blancos, el 12.91% afroamericanos, el 0.36% amerindios, el 3.43% asiáticos, el 0.09% isleños del Pacífico, el 7.89% de otras razas y el 3.26% pertenecía a dos o más razas. El 15.13% de la población eran hispanos o latinos de cualquier raza.
Los ingresos medios por hogar en la localidad eran de $60,409, y los ingresos medios por familia eran $70,141. Los hombres tenían unos ingresos medios de $43,646 frente a los $30,678 para las mujeres. La renta per cápita para el condado era de $24,453. Alrededor del 6.3% de la población estaban por debajo del umbral de pobreza.